# Pieve di Val Cuvia
La pieve di Valcuvia o pieve di San Lorenzo in Val Cuvia (in latino Plebis Vallis Cuviae o Plebis Sancti Laurentii Vallis Cuviae, in alcune fonti menzionata come pieve di Cuvio) era il nome di un'antica pieve nell'area del Contado del Seprio la quale, quando i milanesi s'impossessarono del Contado, passò sotto la giurisdizione civile di Milano, rimanendo però parte religiosamente della diocesi di Como con la quale vi era all'epoca contiguità territoriale attraverso il Sottoceneri. La località capopieve era Cuvio, capoluogo della Valcuvia.
Il santo titolare della pieve era san Lorenzo, festeggiato il 10 agosto ed al quale è dedicata la chiesa arcipretale di Canonica, frazione di Cuveglio, che è successivamente divenuta sede decanale della diocesi lariana.

## Storia
Il più antico documento che faccia riferimento alla pieve di Cuvio è datato 27 giugno 1167 e vi compare il prevosto "de Cuvi" come testimone ad una causa sorta tra una certa Rigiza e i canonici di San Fedele di Como. Oltre all'organizzazione plebana relativa all'opera di evangelizzazione partita dai vescovi di Como e di Milano, in Valcuvia arrivò anche l'opera del monastero di San Pietro in Ciel d'Oro di Pavia che molti possedimenti attestano in epoca medievale.

Nel 1176 sappiamo storicamente che Como dovette rinunciare alla pieve di Cuvio in seguito alla disfatta del Barbarossa nella battaglia di Legnano e perciò, con la siglatura della pace del 1196, la Valcuvia, unitamente ad altre tre valli dell'area, passò in mano ai milanesi come ripartizione locale della provincia del Ducato di Milano in quanto al civile, mentre religiosamente continuò a far parte della diocesi di Como.

Sarà a partire dal XIV secolo che si delineerà il decadimento della pieve, anche se apprendiamo che già dal Duecento, alcuni villaggi della pieve godevano di un proprio parroco o di un presbitero comunque con tali funzioni, come nel caso di Cittiglio. Nel Cinquecento il collegio canonicale della prepositura di San Lorenzo era composto da dieci canonici, dei quali 9 erano residenti, e da un prevosto il quale vantava alle proprie dipendenze anche un cappellano ed un chierico.
 Nel 1515 la battaglia di Marignano fermò i concreti progetti annessionistici elvetici sulla pieve che avevano occupato da quattro anni.
Malgrado queste posizioni, la pieve di Val Cuvia era fortemente ristretta nei suoi confini territoriali in quanto molte chiese si erano costituite in parrocchie e questo andava sempre più diminuendo il potere materiale di giurisdizione della capopieve sulle altre chiese minori. Nel 1633, ad esempio, il paese di Cunardo passò alla pieve di Marchirolo, quando la chiesa di questo paese fu eretta in prepositura. Altre comunità si resero parrocchie autonome nel corso del XVIII secolo: Casalzuigno nel 1749 e Arcumeggia nel 1759.

Dal punto di vista civile, nel 1450 la pieve amministrativa fu affidata da Francesco Sforza alla famiglia Cotta. Tre secoli dopo fu oggetto di un esperimento riformatore di stampo illuminista da parte dell'imperatore Giuseppe II, che nel 1786 la incluse nella neocostituita Provincia di Varese, ripartizione cancellata però dopo soli cinque anni dal fratello Leopoldo II, imperatore ben più conservatore. La pieve fu poi soppressa nel 1797 in seguito all'invasione di Napoleone e alla conseguente introduzione di nuovi e più moderni distretti. Per quanto riguarda invece l'aspetto ecclesiastico, con decreto del 6 luglio 1798 (18 messidoro anno VI) il capitolo prepositurale di San Lorenzo venne soppresso dal governo della Repubblica Cisalpina e tutti i suoi beni vennero venduti all'asta. Alla chiesa plebana rimase solamente il parroco col titolo di prevosto, ed un coadiutore. Nel 1955 con una bolla vescovile datata al 4 novembre, la chiesa venne elevata ad arcipretura.
 Tuttora il territorio fa parte della diocesi di Como, zona pastorale detta "Valli Varesine" e nell'ultima suddivisione territoriale comprende due vicariati, Cittiglio e Canonica, per un totale di 20 parrocchie.

## Territorio
Nella seconda metà del XVIII secolo, il territorio della pieve era così suddiviso:
| Pieve civile milanese | Pieve ecclesiastica comasca                                              |
| Comune di Cuvio con Comacchio Comune di Cuveglio Comune di Azzio Comune di Duno Comune di Vergobbio Comune di Brinzio Comune di Rancio con Cantevria | oratorio Prepositura di S. Lorenzo viceparrocchia vicarìa viceparrocchia |
| Comune di Arcumeggia | Parrocchia di Sant'Ambrogio                                              |
| Comune di Bedero | Parrocchia di Sant'Ilario di Poitiers                                    |
| Comune di Brenta | Parrocchia dei Santi Vito e Modesto                                      |
| Comune di Cabiaglio | Parrocchia di Sant'Appiano                                               |
| Comune di Caravate con Ronco | Parrocchia dei Santi Giovanni Battista e Maurizio                        |
| Comune di Casalzuigno | Parrocchia di San Vittore                                                |
| Comune di Cassano | Parrocchia dei Santi Ippolito e Cassiano                                 |
| Comune di Cavona | Parrocchia di San Michele                                                |
| Comune di Cittiglio | Parrocchia di San Giulio                                                 |
| Comune di Gemonio | Parrocchia di San Pietro                                                 |
| Comune di Masciago Comune di Ferrera | Parrocchia di Sant'Agnese viceparrocchia                                 |
| Comune di Orino | Parrocchia di S. Lorenzo                                                 |
| Comune di Vararo | Parrocchia di San Bernardo                                               |

### Esplicative
1. ↑  La Chiesa di S.Pietro è stata eretta in parrocchia nel 1910.
2. ↑  La Chiesa della B. V. Annunziata è stata eretta in parrocchia nel 1877.
3. ↑  La Chiesa di S.Giuliano è stata eretta in parrocchia nel 1944.
4. ↑  La chiesa viceparrocchiale dei Santi Pietro e Paolo non aveva una rendita sufficiente a mantenere un parroco, per cui rimase forzatamente vicaria della prepositurale fino al 1886.
5. ↑  La chiesa viceparrocchiale dei Santi Fabiano e Sebastiano non aveva una rendita sufficiente per il sostentamento di un parroco, per cui rimase vicaria della prepositurale fino al 1886.
6. ↑  La Chiesa di S.Maria Maddalena è stata eretta in parrocchia nel 1886.
7. ↑  La chiesa parrocchiale ricostruita nel 1685 fu intitolata alla B.V. Immacolata, tuttavia fino al 1950 il titolo della parrocchia e il patrono rimase quello di S.Lorenzo (cfr. Como Sacra 1912, p.35 e Como Sacra 1938, p.47 e Calendario diocesano del 1944, p.231)

### Bibliografiche
1. ↑  Regia Deputazione sopra gli studi di Storia Patria, Miscellanea di storia italiana, Torino, Stamperia reale, 1869, vol. 7, p. 344
2. 1 2 3 4 5  vedi qui
3. ↑  Contino, Castello di Orino.